# 貝克與泰勒
貝克與泰勒是全世界最大的圖書及娛樂商品批發商，成立至今已有180多年。總部設於北卡羅萊那州夏洛特，是一家私人公司。

## 外部連結
- Baker & Taylor （页面存档备份，存于）（英文）